# Joel Antônio Martins
Joel Antônio Martins (23 de novembre de 1931 - 1 de gener de 2003) fou un futbolista brasiler.

## Selecció del Brasil
Va formar part de l'equip brasiler a la Copa del Món de 1958. Defensà els colors del València CF.